# Větrný mlýn v Libranticích
Větrný mlýn v Libranticích je zaniklý mlýn německého typu, který stál jižně od Librantic u vrchu Na Povětřáku (278 m n. m.) ve výšce přibližně 271 m n. m. Zůstal po něm název honu U větřáku.

## Historie
Větrný mlýn postavil roku 1855 Václav Toman s pomocí tesařského mistra z Dubence u Dvora Králové nad Labem. Další majitel Josef Uhlíř při něm zařídil okružní pilu na dříví, zejména na tyčovinu.
Mlýn pracoval ještě roku 1922, ale chátral. Roku 1947 jej poslední majitel František Žaloudek rozbořil.

Kopie librantického větrného mlýna stojí od roku 2020 v Podorlickém skanzenu v Krňovicích.

## Popis
Obilní mlýn byl o dvojím složení.